# Nildoh
Nildoh là một thị trấn thống kê (census town) của quận Nagpur thuộc bang Maharashtra, Ấn Độ.

## Nhân khẩu
Theo điều tra dân số năm 2001 của Ấn Độ, Nildoh có dân số 15.375 người. Phái nam chiếm 56% tổng số dân và phái nữ chiếm 44%. Nildoh có tỷ lệ 72% biết đọc biết viết, cao hơn tỷ lệ trung bình toàn quốc là 59,5%: tỷ lệ cho phái nam là 78%, và tỷ lệ cho phái nữ là 64%. Tại Nildoh, 18% dân số nhỏ hơn 6 tuổi.